# Aparicio Saravia
Avaricio Saravia da Rosa (Cerro Largo, 16 agosto 1856 – Sant'Ana do Livramento, 10 settembre 1904) è stato un politico, rivoluzionario e militare uruguaiano.

## Biografia
Quarto figlio di Francisco Saraiva e Pulpicia da Rosa, entrambi di origini brasiliane e, per questo motivo, il suo cognome venne cambiato in Saravia per meglio integrarsi in territorio uruguaiano. Di formazione autodidatta, Saravia ereditò, insieme ai fratelli, un vasto latifondo alla morte del padre che, oltre a diverse proprietà, comprendeva una grande tenuta chiamata Estancia El Cordobés, e situata nel territorio di Cerro Largo, ai confini con la provincia brasiliana del Rio Grande do Sul.

All'epoca i confini tra Uruguay e Brasile non erano delimitati in maniera molto definita, per questo motivo i fratelli Saravia si sentivano molto più legati alla zona del Rio Grande del Sul, ed alle sue vicende politiche e sociali, in particolar modo con i suoi movimenti rivoluzionari.
La sua carriera militare ebbe inizio in tempi precoci, a soli 14 anni, infatti, si unì alla cosiddetta Rivoluzione delle Lance (Revolución de las Lanzas), un moto insurrezionale scoppiato in Uruguay e guidato da Timoteo Aparicio, leader del Partido Blanco e diretto, a partire dal 1870 contro il governo del generale Lorenzo Batlle, padre di uno dei futuri avversari politici di Saravia, José Batlle y Ordóñez. Fu durante questa campagna che guadagnò il soprannome di Cabo Viejo e che lo accompagnerà per tutta la vita.

Nel 1875, accompagnato dal fratello Gumercindo, partecipò alla rivoluzione federalista contro il governo centrale uruguaiano nota come Revolución tricolor, sotto il comando di Ángel Muniz.

## La Rivoluzione Federalista Riograndense del 1893
Al seguito del fratello Gumercindo, Aparicio Saravia partecipò alla rivolta dello Stato federale del Rio Grande do Sul contro il governo della Prima Repubblica brasiliana proclamata nel 1889. I fratelli Saravia partirono dall'Uruguay con un contingente di circa 400 lanceros, i quali indossavano una divisa bianca con la scritta Defensor da lei (Difensore della legge), la stessa utilizzata da Manuel Oribe nella battaglia di Carpintería nel 1836 che avrebbe successivamente dato luogo al sorgere del Partido Nacional.

Dopo aver perso il fratello Gumercindo e grazie al suo comportamento distintivo all'interno delle forze rivoluzionarie riograndesi, Aparicio nel 1894 venne nominato dagli altri comandanti Generale delle forze federaliste ed erede di fatto di suo fratello. Nonostante la rivoluzione da lui guidata stesse ormai volgendo al termine in modo fallimentare, tuttavia il prestigio di Aparicio in qualità di Generale continuò ad aumentare, e venne celebrata dalla stampa di Montevideo negli articoli che raccontavano l'andamento del conflitto. I rivoltosi vennero sconfitti in modo definitivo nella battaglia del Pulador del 1894.

## Leader delPartido Blanco
Il 6 aprile 1872 aveva posto fine alla Guerra delle Lance con la firma della cosiddetta Paz de Abril con la quale si sancì la collaborazione all'interno del governo tra i due principali partiti in Uruguay e tra loro antagonisti: il Partido Blanco ed il Partido Colorado. In base a questo accordo al Partido Blanco dovevano essere assegnate le amministrazioni governative di quattro dei 19 Dipartimenti, assegnazione che doveva essere costituzionalmente designata dal Presidente della Repubblica uruguaiano. Tuttavia il Presidente, di fazione colorada Julio Herrera y Obes decise di assegnare al Partido Blanco solo tre dipartimenti amministrativi, questa decisione venne considerata dal Partito Nazionale una violazione degli accordi della Paz de Abril. Questo stato di tensione tra i due partiti non migliorò sotto la presidenza di Juan Idiarte Borda, che nel 1894 venne eletto nuovo Presidente dell'Uruguay contro la volontà espressa dal Partido Blanco. Eletto nel 1895 come rappresentante politico del Dipartimento di Cerro Largo, Saravia si recò a Montevideo, diventando ben presto il leader dell'intero partito. Nel novembre 1896, quando il Parlamento uruguaiano avrebbe dovuto preparare le elezioni del nuovo Presidente dell'Uruguay, Saravia organizzò una nuova sommossa rivoluzionaria contro il Presidente Borda, il quale mobilitò le forze militari governative che indussero i rivoltosi a disperdersi.

## La rivolta del 1897
Percependo sempre più pesantemente la propria emarginazione politica, il Partito Nazionale uruguaiano reagì in diversi modi. A Buenos Aires si formò un Direttorio Militare, capitanato da attivisti come Juan Golfarini e Duvimioso Terra che operava in collaborazione con il capo del Direttorato, Juan Berinduague. Il Direttorio Militare, per mezzo della stampa, in particolare gli articoli propagandistici dello scrittore e giornalista Eduardo Acevedo Díaz, iniziò ad organizzare una nuova insurrezione contro il governo del Presidente Borda, grazie anche alla formazione di club e gruppi di simpatizzanti guidati da esperti capi militari come Carmelo Cabrera o Basilio Muñoz, che avevano proprio lo scopo di organizzare l'aspetto militare della sommossa. Nel frattempo Saravia si diresse in Brasile per chiedere la collaborazione di alcuni suoi vecchi commilitoni con cui aveva collaborato durante la rivolta federale riograndense, João Francisco Pereira de Souza, ed i colonnelli José Núñez e Diego Eugenio Lamas. Il 5 marzo 1897 Saravia, nominato capo militare della rivolta, mosse con un contingente militare di 383 male armati penetrando in territorio uruguaiano nella regione di Aceguá, mentre Lamas, con appena 20 uomini, attraversò il fiume Uruguay sbarcando nel Dipartimento di Colonia. Tra gli uomini del contingente di Lamas si trovava il responsabile politico della campagna, Duvimioso Terra, con l'incarico di sorvegliare l'operato di Saravia e con il potere di destituirlo, e il giovane Luis Alberto de Herrera, che sarebbe diventato uno dei più importanti rappresentanti politici del Partido Blanco. Un ultimo contingente, guidato da José Núñez, sbarcò presso Conchillas, nel territorio del Dipartimento di Colonia il 7 marzo 1897 guidando un contingente di circa 250 uomini.

Dopo diversi scontri senza esiti decisivi con le truppe governative ed a causa dei forti dissidi tra i leader dei vari contingenti che guidavano la sommossa, Saravia decise di trattare con il nuovo Presidente, Juan Lindolfo Cuestas, ed i colloqui ebbero come esito gli accordi del Pacto de la Cruz, firmati il 18 settembre 1897. Negli accordi si stabiliva la cessazione delle ostilità, ma una clausola segreta prevedeva la cessione dell'amministrazione politica al Partito Nazionale dei Dipartimenti di Cerro Largo, Treinta y Tres, Rivera, Maldonado, Flores e di San José.

## La nuova rivolta del 1904 e la morte
Gli esiti del patto, tuttavia, non convinsero affatto il Partido Blanco e soprattutto Saravia, il quale si oppose nuovamente al governo a guida colorada, dando vita alla cosiddetta rivoluzione uruguaiana del 1904. Dopo diversi scontri a Mansavillagra, Illescas e Tupambaé, vi fu lo scontro decisivo nella battaglia di Masoller il 14 settembre 1904. Saravia fu ferito gravemente all'addome da un colpo di fucile mentre era a capo dei suoi uomini durante una carica. Dopo la sconfitta fu portato dai suoi fedelissimi oltre confine, in Brasile, nei pressi di Santiago, dove morì di peritonite dopo aver agonizzato per dieci giorni.
Dopo la morte di Saravia, la nuova rivolta si concluse con la pace di Aceguá firmata il 24 settembre 1904, ponendo termine all'ultima guerra civile nella storia dell'Uruguay.